# Amore XL
Amore XL ist das dreizehnte Studioalbum der österreichischen Band Erste Allgemeine Verunsicherung. Es erschien am 12. Oktober 2007 in einer Standard- und einer Deluxeausgabe und war nach vier Jahren das erste Studioalbum der Band.

## Vorgeschichte
Am 24. November 2006 gaben Klaus Eberhartinger und Kurt Keinrath bekannt, dass mit der Arbeit an einem neuen Album begonnen und bereits vierzig Demoversionen an Sony BMG abgegeben wurden, von denen Thomas Spitzer zehn komplett neu geschrieben hatte. Damals wurde ein Erscheinen Anfang 2007 angestrebt. Im März 2007 wurde der Titel Amore XL bekannt gegeben, der aber zur damaligen Zeit noch nicht endgültig feststand. Auch war ein Verschieben des Veröffentlichungstermins auf Herbst 2007 absehbar, wofür auch Zeitmangel aufgrund Eberhartingers Teilnahme an der Fernsehshow Dancing Stars beigetragen haben soll. Im Mai gab Spitzer bekannt, dass die Musik von der eigenen Band, und nicht von Computern, eingespielt werden soll. Am 1. August wurde eine zum Album gehörige Tournee angekündigt, am 17. August die Veröffentlichung am 12. Oktober unter dem bis dato Arbeitstitel Amore XL als definitiv bekannt gegeben. Gleichzeitig wurde das Cover bestätigt, das die Fans per Abstimmung aus vier von Spitzer gezeichneten Bildern ausgewählt hatten. Anfang September wurde auch die zeitgleiche Veröffentlichung einer Deluxeausgabe mit zwei zusätzlichen Songs bekannt gegeben. Das Cover zeigt das Motiv der Standardausgabe als Wackelbild. Am 10. Oktober wurde das Album bereits vor der Veröffentlichung für 20.000 verkaufte Exemplare mit Platin ausgezeichnet. Ab 26. Oktober lag Amore XL für eine Woche auf Platz eins der österreichischen Charts. In Deutschland wurde Platz 46, in der Schweiz Platz 83 erreicht
Am 26. September 2008, rund ein Jahr nach der Veröffentlichung von Amore XL, erschien die Neuauflage Amore XXL, auf der sich mehrere Live-Aufnahmen der Amore XL-Tour befinden.

## Inhalt
Das Album besteht aus Liedern, die das Thema Liebe behandeln. Dabei werden neben der in der U-Musik oft besungenen romantischen Liebe diverse (Ab)arten vorgestellt. So geht es um Zoophilie (Rinderlein), Schadenfreude (Mei herrlich), Erbschleicherei (100 Jahre Oma) und Operationen aus Schönheitswahn (Schnippel Schnipp). Deutliche politische Botschaften sind ebenfalls enthalten, etwa gegen Sexismus (hierbei auch Beschneidung weiblicher Genitalien) (Panga Panga) und Diskriminierung der Homosexualität (Dann & Wann).
Thomas Spitzer sagte zu dem Album: „Ich gebe zu: „Amore XL“ klingt etwas schnulzig. Das ganze wird aber relativiert, wenn man unsere Sichtweise des Themas mit Sodomie, Sado-Maso-Wahn und gleichgeschlechtlicher Liebe betrachtet. Wir zeigen mit „Amore XL“ alle denkbaren Facetten auf, die mit Liebe zu tun haben.“ Vor der Veröffentlichung sagte er ebenfalls, dass „Amore XL“ das rockigste Album der EAV werden soll.
Frontsänger Klaus Eberhartinger sagte: „Es sind etliche ernste Nummern drauf. Uns gefällts. Wir sind sehr gespannt auf die Reaktionen der Fans.“

## Tournee
Die Amore XL-Tour wurde August 2007 angekündigt und war schon damals für Anfang 2008 geplant. Nachdem die vorausgegangene Best-of-Tournee 100 Jahre EAV die erfolgreichste Tournee seit über fünfzehn Jahren bedeutete, wurde entschieden, auch alte Lieder bei der Amore XL-Tour aufzuführen. Hits wie Märchenprinz, Küss die Hand, schöne Frau und Sandlerkönig Eberhard konnten problemlos integriert werden. Am 15. Dezember 2007 standen bereits über fünfzig Konzerttermine in Österreich, Deutschland und der Schweiz fest, weitere waren in Planung. Am 30. Januar 2008 wurde das erste Konzert in Feldbach gegeben. Wie bei der EAV üblich wurden die Lieder durch eine Bühnenshow miteinander verbunden. Neben der Moderation wurden dabei auch Schattenspiele vorgeführt.

## Titel
| Amore XL 1. Amore 2. Rinderlein 1 3. Agadla Gu Gu 4. Für dich... 5. Schnippel Schnipp 6. Dann & Wann 7. Rinderlein 2 8. Ein Freund 9. Bum Bum (Monika) 10. Ich bin bei dir 11. Herz gestohlen 12. 100 Jahre Oma 13. Rinderlein 3 14. Panga Panga 15. Nagelbett 16. Matador 17. Rinderlein 4 18. Mei herrlich 19. Geheimnis 20. Rinderlein 5 21. Da Voda (nur auf Deluxeausgabe) 22. Sarkophag (nur auf Deluxeausgabe) | Amore XXL 1. Amore 2. Agadla Gu Gu 3. Möpse (Live) 4. Für dich... 5. Schnippel Schnipp (Live) 6. Dann & Wann 7. Ein Freund 8. Rindersong 9. Bum Bum (Monika) 10. Ich bin bei dir 11. Liebe, Tod & Teufel (Live) 12. Herz gestohlen 13. Küss die Hand (Live) 14. 100 Jahre Oma 15. Panga Panga 16. Mein Gott (Live) 17. Nagelbett 18. Matador 19. Mei herrlich 20. Geheimnis 21. Der Tod (Live) 22. Amore Finale (Live) |